# Самопал (XVI—XVII вв.)

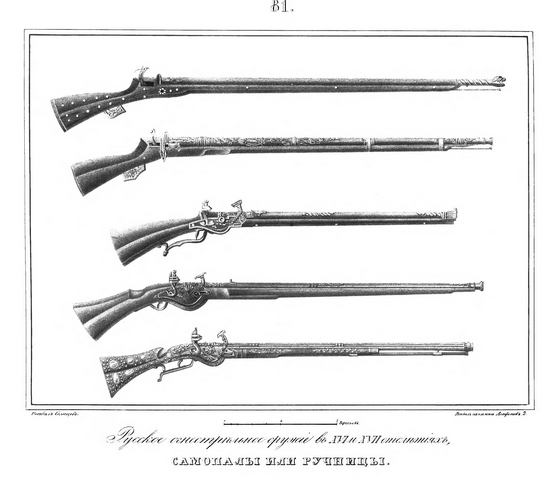
«Самопалы или ручницы» (из книги Историческое описание одежды и вооружения российских войск, Часть 1, под ред. Висковатова А. В.)

Самопал — одно из наименований ручного огнестрельного оружия в XVI—XVII веках. Точное значение термина является дискуссионным, в XIX веке, начиная с работы Висковатова А. В., обычно предполагали что это общее название любого оружия, из которого «палили». Затем было отмечено, что под этим термином в первоисточниках понимали в первую очередь пищаль с замком ударного типа (искровым), в отличие от пищали, зажигаемой фитилём или пальником. Ряд авторов считает, что термин «самопал» не распространялся на мушкеты.

## История появления термина
Термин появляется в конце XVI века. В так называемом «Списке служилых людей, составлявших опричный двор Ивана Грозного» от 1573 года значатся «самопалные стрельцы» и «мастеры самопалных пищалей». В разрядной росписи Ливонского похода 1577—1578 гг. один из рынд Ивана Грозного назван «рындой у самопала» (или с самопалом). В «Повести о прихождении Стефана Батория на град Псков» описывается, что в ходе обороны Пскова стрельцы вели огонь из «долгих» (длинных) самопалов. Кроме того, «Повесть…» описывает адскую машину, в которой «двадцать четыре самопала занаряжены на все четыре стороны». В описи «казны» (имущества) Бориса Годунова, составленной в 1588 году, имеется особая рубрика «Самопалы» с семью предметами. Фиксируется этот термин и в составленном в 1586 году так называемом «Парижском словаре московитов» в форме senapal. По мнению Л. И. Тарасюка, появление нового термина, наряду с существовавшим уже более ста лет термином «пищаль», было вызвано появлением нового типа оружия.

## Дискуссия о трактовке термина
Начиная с работы А. В. Висковатова «Историческое описание одежды и вооружения российских войск» термин самопал обычно считали общим для всех видов огнестрельного оружия типа пищали. К этой точке зрения примкнули авторитетные авторы XIX века фон Винклер, Бранденбург и Боричевский. По формулировке Бранденбурга термин самопал «…не обозначал собою какого-либо особого класса пищалей, с теми или другими особенностями, а …служил общим обозначением оружия, из которого „палили“». В соответствие с этим мнением в описи Оружейной палаты от 1885 года под общим термином «Самопалы» были объединены различные виды огнестрельного оружия, невзирая на то как они были названы в документах XVII века. Филологи XIX века (включая В. И. Даля) считали, что самопал — это фитильное оружие без замка или с замком примитивной конструкции. Схожее определение повторяется и в словаре Ушакова от 1940 года. Как отмечает Л. И. Тарасюк, эти определения не были обоснованы примерами из аутентичных документов, а лишь иллюстрировались отрывками из художественной литературы своего времени.
Первым предложил другой взгляд на термин «самопал» А. Ф. Вельтман еще в 1844 году. По его мнению, самопал — это «пищаль с замком и огнивом, называлась так в отличие от пищали, зажигаемой фитилем или пальником». Однако эта точка зрения не была должным образом аргументирована и долгое время оставалась мало распространённой. В 1965 году Л. И. Тарасюк в журнале «Советская археология» опубликовал специальную работу, посвященную термину «самопал». Он проследил европейские аналоги термина, в частности указы императора Максимилиана I, направленные против изготовления и скрытного ношения «самостреляющего» или «самовоспламеняющегося» огнестрельного оружия с искровым замком, который не требовал фитиля (что, собственно и позволяло носить его скрытно в готовности к использованию). По мнению Л. И. Тарасюка, термин «самопал» наиболее точно соответствует ранним немецким названиям оружия с искровыми замками.
По оценке Л. И. Тарасюка, ручное огнестрельное оружие в первой половине XVII века в документах отчетливо делится на два типа — фитильное («с жагрой») и искровое («с замком»). Жагрой именовался характерный круто изогнутый курок, в котором зажимался фитиль. Впоследствии, по мере усложнения конструкции фитильного оружия, в отдельных случаях появляются и термины «жагранные замки», «замок с жагрой», но в более ранних документах наблюдается противопоставление оружия «с замком» фитильному оружию. Так, получив новое оружие, вяземские стрельцы в 1638 году заявили: «они из таких мушкетов с жаграми стрелять не умеют, и таких мушкетов преж сево у них с жаграми не бывало, а были де у них и ныне есть пищали старые с замки».
По данным Л. И. Тарасюка, во всех случаях, когда в документах имеются данные о конструкции системы воспламенения самопала, они всегда указывают только на искровой замок. Так, в описи имущества Бориса Годунова имеется достаточно подробное описание устройства самопала: «самопал съезжий… замок ливонской; сверх колеса обод; и над колесом и кругом колеса золочёна образинка…». Как отмечает Л. И. Тарасюк, в этом случае, очевидно, описан колесцовый замок. Однако гораздо более распространенной системой воспламенения был ударно-кремнёвый замок. В описи имущества М. М. Строганова от 1627 года на 27 самопалов «с замком» приходился всего один «колесчатый». В ряде документов самопалы прямо противопоставляются фитильному оружию. Так, в переписке Посольского и Стрелецкого приказов в 1948 году в ответ на требование предоставить из казны 1000 мушкетов, последовал ответ что «мушкетов з жаграми… нет… А есть… стрелецких самопалов тульского дела с рускими замками восьмсот самопалов да двести самопалов стволы немецкие, замки руского дела».
Л. И. Тарасюк делает следующий вывод:

Таким образом, совокупность самых различных данных позволяет заключить, что термин «самопал» возник как обозначение ручного огнестрельного оружия с искровыми механизмами автоматического воспламенения и применялся в XVI—XVII вв. только по отношению к оружию с колесцовыми и кремнёво-ударными замками.
А. М. Молочников, анализируя вооружение Смоленского посада в 1609—1601 годах, отметил что самопалы были единственным отмеченным в источниках видом огнестрельного оружия у горожан, при этом наиболее распространённым. По его мнению, ввиду того что «колесцовый замок был более сложным, дорогим и хрупким, можно с уверенностью говорить, что смоленские горожане использовали ружья с кремнёво-ударными замками».
А. Н. Чубинский отмечает единичный пример использования термина «самопал» для обозначения оружия с фитильной системой воспламенения. В описи имущества Соловецкого монастыря в 1597 году упомянуты «тридцать пять самопалов свицких с ветили» («шведских с фитилями»). По его мнению, это не может быть названием для беззамкового оружия с ручным воспламенением, а обозначает оружие с фитильным замком, древнейшие известные образцы которого как раз могут быть связаны с Соловецким монастырём. Это альтернативное название, однако, не встречается в позднейшее время, когда распространяется термин «жагра» («пищали жагорные», «мушкеты жагренные» и так далее).
Е. А. Багрин провёл анализ огнестрельного вооружения русских первопроходцев в Восточной Сибири в XVII веке по материалам письменных источников, задавшись в том числе вопросом «есть ли принципиальная разница между пищалью, самопалом и мушкетом?» Он отметил, что, во-первых, использованное оружие в подавляющем большинстве было не фитильным, а имело кремнёвый замок, а во-вторых, малое распространение имели тяжелые мушкеты (оружие «правильного войска»). При этом, если в европейской части России мушкеты обычно были фитильными, то в Восточной Сибири первопроходцы заменяли фитильный замок мушкета на кремнёвый, в том числе в приказном порядке. В этих условиях термин «самопал» (или «санопал») мог использоваться как аналог термина «ружьё», обозначая огнестрельное оружие в принципе. Однако прослеживается и более узкое употребление, самопалом могли называть какой-то подвид пищали: «40 пищалей гладких самопалов с битыми замки». В некоторых документах самопалы выделяются как отдельный вид оружия и противопоставляются мушкетам. Автор согласен с мнением С. К. Богоявленского, что термин «самопал» не распространялся на мушкеты.

## Разновидности самопалов
- Самопал долгий — длинное ружьё
- Самопал короткий — карабин или пистолет, рейтарского типа[7]
- Съезжий самопал — оружие всадника (карабин?)[7]
- Самопал гладкий — гладкоствольное оружие
- Самопал витованый (винтовальный) — нарезное оружие